# 오토 브랜덴버그

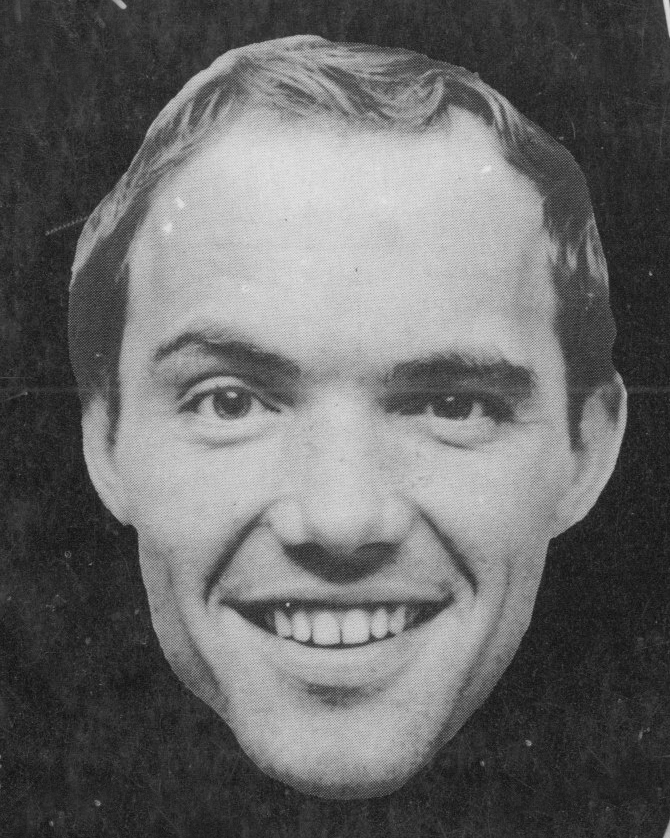

오토 브랜덴버그(Otto Herman Max Brandenburg, 1934년 9월 4일 ~ 2007년 3월 1일)는 덴마크의 텔레비전 배우, 가수, 작곡가, 영화배우이다.
덴마크에서 태어났으며 코펜하겐에서 사망하였다.

## 영화
- 곰이 되고 싶어요 (2002년)
- 비욘드 (2000년)
- 킹덤 2 (1997년)
- 킹덤 (1994년)
- 가출 소녀 엠마 (1988년)